# Grocott
De Grocott is een histochemisch (kleurreagens) om schimmels aan te tonen.

## Werking
Schimmels zijn in bezit van koolhydraat-bestanddelen. Deze bestanddelen worden geoxideerd door chroomzuur, hierbij worden aldehyden gevormd. Een methenamine-zilvernitraat-oplossing wordt door de gevormde aldehyden gereduceerd tot een zwart metallisch zilver. Dit zwarte metallisch zilver wordt weer omgekatalyseerd door goudchloride 0,2% in goud, waardoor de schimmels zwart aankleuren. Als achtergrondkleuring wordt gebruikgemaakt van light green 0,1%; van deze kleurstof krijgt de achtergrond een lichtgroene kleur.